# Shannon Kleibrink
Shannon Kleibrink (n. 7 octombrie 1968, Norquay⁠(d), Saskatchewan, Canada) este o jucătoare de curl ce a reprezentat Canada, medaliată olimpică. A participat la o ediție a Jocurilor Olimpice (2006) în care a câștigat o medalie de bronz.

## Participări
Lista de mai jos prezintă principalele competiții la care a participat Shannon Kleibrink de-a lungul carierei.
- Curling ai XX Giochi olimpici invernali[*]